# Pseudochazara lydia
Pseudochazara lydia is een vlinder uit de familie van de Nymphalidae, uit de onderfamilie van de Satyrinae. De soort is voor het eerst wetenschappelijk beschreven door Otto Staudinger in een publicatie uit 1878.

## Verspreiding
De soort komt voor in Turkije.

## Vliegtijd en habitat
De vlinder vliegt van juni tot en met september op droge rotshellingen tussen 900 en 2200 meter hoogte.

## Ondersoorten
- Pseudochazara lydia lydia (Staudinger, 1878)
- Pseudochazara lydia obscura (Staudinger, 1878)
  - = Satyrus mamurra var. obscura Staudinger, 1878
  - = Pseudochazara obscura (Staudinger, 1878)
  - = Pseudochazara obscura obscura (Staudinger, 1878)
- Pseudochazara lydia neglecta Gross, 1978
  - = Pseudochazara obscura neglecta Gross, 1978
- Pseudochazara lydia aurora Eckweiler & Rose, 1988